# Daemilus
Daemilus es un género de polillas tortrícidas categorizado en la tribu Archipini, de la subfamilia Tortricinae. Fue descrito por Yasuda en 1972.

## Especies
- Daemilus fulva (Filipjev, 1962)
- Daemilus mutuurai Yasuda, 1975
- Daemilus rufapex Razowski, 2009
- Daemilus rufus Razowski, 2009